# Occidentali's Karma
Occidentali's Karma é uma canção do cantor Francesco Gabbani. Ele representou a Itália no Festival Eurovisão da Canção 2017.